# Misión Nuestra Señora del Pilar de La Paz Airapí
La misión de Nuestra Señora del Pilar de la Paz de Airapí fue un establecimiento jesuita que estuvo ubicado en la actual ciudad de La Paz (Baja California Sur), en México, entre 1720, año en que fue establecida y 1749, año en que fue abandonada. Fue fundada el 3 de noviembre de 1720 cuando arribaron al puerto a bordo del navío El Triunfo de la Cruz, dos misioneros jesuitas; Juan de Ugarte y Jaime Bravo, y por tierra, Clemente Guillén de Castro, con la intención de establecer la Misión y con materiales bastante precarios construyeron una pequeña capilla. En el lugar que los indígenas guaycuras llamaban Airapí, territorio que pertenecía a los pericúes. Se desconoce el significado del vocablo.

## La fundación
La Misión de Nuestra Señora del Pilar de la Paz de Airapí, hoy desaparecida, fue dotada de fondos para su fundación por el marqués de Villapuente de la Peña, José de la Puente y Peña.
El padre misionero Javier Bravo fue el responsable de la Misión de 1720 a 1728; actuó con la intención de construir allí la iglesia y las habitaciones en material duradero. Al marcharse el padre Bravo la Misión quedó en total abandono; pasaron dos años para que arribara al lugar el Padre a cuyo cuidado quedó la incipiente Misión; así fue que en 1730 llegó al lugar el Padre William Gordon que permaneció allí hasta 1734. Al marcharse el Padre Gordon pasaron dos años para que la Misión tuviera de nuevo un misionero asignado; en 1736 llegó el Padre Segismundo Taraval quien estuvo al cuidado de la Misión hasta que fue abandonada en 1749.

## El abandono
En 1749 la falta de agua obligó a los padres misioneros a trasladarse en compañía de los nativos conversos a la Misión de Todos Santos, la misión que había sido construida con materiales perecederos, tales como varas enjarradas o embarradas con lodo y techo de palma fue abandonada.

## Epílogo
Nada quedó en pie de la incipiente Misión jesuita; las rebeliones indígenas, el tiempo y el clima que en ocasiones se muestra inclemente al grado de recibir ciclones, no dejaron rastro alguno de ella. 
En algún momento del siglo XIX el sitio donde estuvo la vieja Misión empezó a poblarse de nuevo, en la actualidad la ciudad de La Paz goza de importante desarrollo, tanto en población como en actividades económicas, la ciudad es capital del Estado de Baja California Sur, cabeza del obispado de la Diócesis de La Paz y por supuesto su iglesia más importante tiene el título de Catedral.